# Hanna Hoffmann
Hanna Gabrielle Hoffmann (født 9. maj 1858 i Molde, Norge, død 26. februar 1917 i Birkerød) var en dansk billedhugger og kunsthåndværker.
Forældrene var den norske købmand Gottfred Anthon Hoffmann (1826-1905) og danske Clara Emilie Constance Bützow (1824-1917).

## Uddannelse
- Hanna Hofmann har sandsynligvis været elev hos Vilhelm Kyhn[2]. Hun uddannede sig videre hos Oluf August Hermansen[1] og hos billedhuggeren Th. Stein.[1]
- Herefter var hun elev på Tegne- og Kunstindustriskolen for Kvinder i perioden 1885 til 1889.
- Fra 1888 gik Hanna Hoffmann på den nyåbnede Kunstakademiets Kunstskole for Kvinder hos August Saabye, og hun tog som den første kvindelige billedhugger afgangseksamen i 1892.[1] [3]
- I 1893 tog hun en praktisk uddannelse hos guldsmed Vilhelm Christesen og lærte efterfølgende ciselering hos hofjuveler Anton Michelsen.[1]
- Fra 1905 uddannelse Hanne Hoffmann sig som væver hos Kristiane Konstantin-Hansen og Johanne Bindesbøll.[1]

## Udstillinger
Hanna Hoffmann debuterede i 1893 på Charlottenborgs Forårsudstilling og udstillede igen i 1904 Derefter uddannede hun sig til ciselør og tog arbejde i Paris, her udførte hun i perioden 1894 til 1895 sølvarbejder med stiliserede plantedekorationer for forskellige firmaer. I Danmark fortsatte hun med denne stil, hvor hun bl.a. udførte store servicegenstande, f.eks. grøntsagsfade i oxideret sølv.
I 1895 rejste Hanna Hoffmann til London og opholdt sig her i kortere tid. På South Kensington Museum, det nuværende Victoria and Albert Museum, indgår i samlingen een af hendes sølvskåle, museumsnummer 470-1897. Skålen er delvis forgyldt, såkaldt "parcel-gilt" og dateres til ca. 1896. 
I 1904 deltog hun med sølvgenstande i udstillingen "Moderne dansk Kunsthaandværk" på Kunstindustrimuseet i København.
Efter at have studeret garnfarvning i Mora, Sverige, oprettede hun i 1913 et garnfarveri og væveri i Birkerød. Planterne til indfarvningen af garnerne dyrkede hun i egen have.

## Eksterne Henvisninger
- Hanna Hoffmann på Kunstindeks Danmark/Weilbachs Kunstnerleksikon
- Hanna Hoffmann i Dansk Kvindebiografisk Leksikon på Lex.dk, tidl. Kvinfo.dk